# 御幸町 (所沢市)
御幸町（みゆきちょう）は、埼玉県所沢市の町名。単独町名で丁目の設定はない。郵便番号359-1115。

## 地理
所沢市中心部市街地、所沢駅と航空公園駅の直線上の所沢駅寄りに位置する。西新井町・東町・寿町・有楽町・北有楽町と隣接する。埼玉県道6号川越所沢線（所沢銀座通り）と埼玉県道337号久米所沢線（ファルマン通り）・飛行機新道とのスクランブル交差点（ファルマン通り交差点）があり、賑わっている。
町境北東辺は西武新宿線の線路に接し、
地内を西から東に東川が流れている。

### 河川
- 東川 - 橋梁：（上流側より） ･井筒橋 ･鳥居橋 ･旭橋（飛行機新道）
  - 旭橋（飛行機新道）は、所沢駅から日本最初に開設された飛行場･所沢飛行場に飛行機を運ぶための新道に架けられた鉄筋コンクリート単桁橋で、2009年（平成21年）8月に国の登録有形文化財に登録されている[5]。

## 歴史

### 沿革
- 江戸時代 - この辺りは下宿と呼ばれ、河原宿（現在の宮本町付近）から江戸四谷への道が整備され、東（江戸街道）・西（秩父道）・南（府中・八王子方面）・北（川越方面）へ延びる主要道路の中継地として繁栄した。
- 1889年（明治22年）4月1日 - 町村制施行に伴い、所沢町の町域となる。
- 1911年（明治44年） - 町域に当たる場所に所沢飛行場に通じる飛行機新道が建設され、旭橋が架設される。
- 1943年（昭和18年）4月1日 - 所沢町が荒幡村・小手指村・富岡村・山口村・松井村と合併し、一帯が所沢町大字所沢下町となる。
- 1968年（昭和43年）8月1日 - 所沢市大字所沢の南部の住居表示実施により、大字所沢の一部から下町地区に御幸町が成立[6]。

### 地名の由来
1912年（大正元年）11月17日、所沢飛行場への大正天皇の行幸を記念して、近隣の元幸町（現:元町）・有楽町・宮本町・寿町と共に、縁起の良い名称に改称された。

### 主な出来事
- 1970年2月5日 - 未明にポリ袋製造工場から出火。工場と住宅など11棟が焼失[8]。

## 世帯数と人口
2017年（平成29年）9月30日現在の世帯数と人口は以下の通りである。
| 町丁   | 世帯数    | 人口    |
| ------ | --------- | ------- |
| 御幸町 | 1,239世帯 | 2,166人 |

## 交通

### 鉄道
- 西武鉄道
  - 西武新宿線
    - 駅なし

かつて所沢飛行場前駅（後に所沢御幸町駅と改称）が町内にあったが、北所沢駅（現在の新所沢駅）として北へ約1.4 km移転となった。

### 道路
- 埼玉県道6号川越所沢線
- 埼玉県道337号久米所沢線
- 飛行機新道（市道1-4号線）
  - 旭橋（国指定登録有形文化財）

交差点
- ファルマン通り交差点 - 旧通称:根岸の交差点[* 2][10]

バス
地内のバス停は、「東町」
- 西武バス - 所20-1系統
- 市内循環ところバス - 南路線

## 施設
教育
- 所沢文化服装専門学校

商業
- ファルマン通り商店街（一部）
  - スカイライズタワー
    - 埼玉りそな銀行所沢支店

かつて存在した施設
- 大和田警察署分署 - 1876年（明治9年）〜1888年（明治21年） - 現ファルマン通り交差点に設置され、のち所沢警察署になり元町に移転した[11]。
- 所沢演芸館 - 1925年（大正14年）〜1970年（昭和45年）[* 3] - 活弁士の常駐する活動常設館（無声映画館）[13]。

## 史跡
寺社
- 坂稲荷神社
  - 坂稲荷神社社殿装飾絵（所沢市指定文化財） - 天保8年（1837年）三上文筌筆

土蔵造りの覆い屋の内に社殿があり、各所に白虎図、唐獅子牡丹図、鯉の滝登りなどの彩色絵が描かれている。なお、彩色は経年による色褪せが見られ、近年では作品保護の目的もあって通常この扉を閉ざしているため普段は見ることができない。 毎年一度、同社では3月の彼岸前後の日曜日に初午の祭りがあり、この日に扉が開かれる。
墓地
- 川端霊園 - 天保期に活躍した棋士、福泉藤吉の墓所がある。墓石は将棋盤や将棋の駒のかたちをしている[15]。また、幕末から明治期に入間･多摩地方に広まった重松流祭囃子（所沢市指定無形民俗文化財）の創始者、古谷重松の墓所があり、地内に解説板が立てられている。

## 小・中学校の学区
市立小・中学校に通う場合の学区（校区）は以下の通り。
| 町丁   | 番・番地 | 小学校                         | 中学校                         |
| ------ | -------- | ------------------------------ | ------------------------------ |
| 御幸町 | 1〜10番  | 所沢市立所沢小学校（元町）     | 所沢市立所沢中学校（けやき台） |
| 御幸町 | 11〜19番 | 所沢市立明峰小学校（北有楽町） | 所沢市立所沢中学校（けやき台） |